# Jan Alan Bardziński
Jan Alan Bardziński herbu Abdank (ur. 1657, zm. 1708 w Warszawie) – dominikanin, tłumacz literatury łacińskiej, teolog i kaznodzieja.

## Życiorys
Jan Alan Bardziński wywodził się z rodziny od kilku pokoleń osiadłej w województwie łęczyckim. Jego ród był boczną gałęzią rodu Warszyckich, która wzięła nazwisko od wsi Bardzina. Rodzicami Jana Alana byli Jan Wincenty, pisarz ziemski łęczycki oraz Anna z Milewskich lub Milońskich, stolnikówna łęczycka.  Miał sześć sióstr i pięciu braci, w tym jednego przyrodniego. W wieku 17 lat wstąpił do zakonu dominikanów. Nowicjat i studia filozoficzno-teologiczne do stopnia bakałarza ukończył w Warszawie, później udał się do Krakowa gdzie w 1682 roku pod kierunkiem Kazimierza Leżeńskiego uzyskał doktorat.
Po ukończeniu nauki pełnił funkcję profesora studium zakonnego w Warszawie i w Lubinie, zyskując pozycję autorytetu w zakresie teologii. W 1691 roku został przeorem klasztoru dominikanów w Płocku, w 1694 roku – w Łęczycy, w 1704 roku – przeorem w Elblągu i sekretarzem prowincji zakonnej, a od roku 1705 był przeorem w Warszawie.
Równolegle z pracą pedagogiczną i administracyjną w zakonie zajmował się głoszeniem kazań dla wiernych w wielu miastach Polski, w czym także zyskał uznanie mimo wady wymowy polegającej na seplenieniu.
Pruski historyk i bibliofil David Braun, który osobiście zetknął się z Bardzińskim na dworze jego mecenasa, wojewody pomorskiego Władysława Łosia, zapisał, że Bardziński źle znosił osiadły tryb życia w klasztorze, przez całe życie lubił podróżować po Polsce i doskonale orientował się w topografii kraju. 
Jan Alan Bardziński zmarł w Warszawie 29 sierpnia (Rusnak podaje: przed 29 marca) 1708 roku jako ofiara wielkiej epidemii dżumy.

## Twórczość
Główną część twórczości Jana Alana Bardzińskiego stanowią wierszowane tłumaczenia autorów łacińskich.  Rozpoczął ją w czasie studiów krakowskich, przekładając w 1680 roku na polski (z łacińskiego tłumaczenia Erasmusa Schmidta) humorystyczną Tragedię o Podagrze Lukiana z Samosaty.  W kolejnym roku Bardziński wydał po łacinie własną rozprawkę teologiczną Profunda inscrutabilium ab aeterno Dei omnipotentis, circa electos et reprobos decretorum arcana, oppositis adversae sententiae, combinationibus elucidata. Omawiała ona w sposób akademicki wybrane zagadnienia podstaw wiary i sposobem formułowania argumentów zapowiadała przyszłą karierę autora jako teologa i homiletyka.
Po ukończeniu przez Bardzińskiego studiów nastąpiła dziewięcioletnia (1682–1691) przerwa w ciągu publikacji. Bardziński był wtedy zajęty głównie obowiązkami naukowymi i dydaktycznymi, jednak prawdopodobnie poświęcał czas również na pracę translatorską. Do takiego przypuszczenia uprawniają liczne i obszerne tłumaczenia, które wydał w krótkich odstępach w latach dziewięćdziesiątych, oraz fakt iż niejednokrotnie zwlekał latami z publikacją już gotowych dzieł (o czym świadczą komentarze w przedmowach, daty przy dedykacjach i przy udzielonych mu zezwoleniach na druk, wreszcie to że pewną część dorobku do śmierci pozostawił w rękopisach).
W latach 1691–1696 ukazały się drukiem trzy największe jego tomy tłumaczeń pisarzy starożytnych.  Były to: Farsalia Lukana (1691), epopeja mająca za tematykę wojnę domową między Pompejuszem a Cezarem, następnie Skuteczny na wszelkie przygody nieszczęśliwe sposób (1694), będący tłumaczeniem traktatu De consolatione philosophiae (O pocieszeniu jakie daje filozofia) Boecjusza, wreszcie zbiór wszystkich dziesięciu (wliczając Oktawię) znanych dramatów Seneki, zatytułowany Smutne starożytności teatrum (1696).
W późniejszych latach Bardziński zwrócił się ku tematyce religijnej, przekładając wierszem fragmenty Sumy teologicznej Tomasza z Akwinu (1705).  Ostatnią jego publikacją był niejednolity zbiór pod nazwą Ordo Ac Series Svmmorvm Pontificvm Romanorvm (1707), którego główna część to lista krótkich biogramów papieży, zaadaptowana z Conspectus chronologiae Guillaume'a Marcela; towarzyszą jej trzy krótsze części: Praeludium (legendarne dzieje Kościoła od czasów starotestamentowych), Series historica sacrosanti oecumenici ac generalis concili tridentini (zwięzłe podsumowanie obrad sesji soboru trydenckiego), i wreszcie Discurs de ortu musicae (traktat o początkach muzyki).
Motywy, którymi kierował się Bardziński podczas podejmowania pracy translatorskiej były różne. Przekład Sumy teologicznej był związany głównie z jego pracą dydaktyczną. Wybór tekstów starożytnych, zwłaszcza w późniejszych latach, świadczy o wadze jaką przykładał do moralizatorskiej strony literatury, nawet tej która pochodziła od autorów niechrześcijańskich.  Innym z tych motywów była na pewno chęć przybliżenia polskim czytelnikom ważnych a do tej pory nieprzetłumaczonych utworów, oraz chęć podniesienia statusu języka polskiego.  David Braun wysoko ocenił elegancję języka Odrodzonej Farsalii. Podał, że Bardziński dążył do oczyszczenia polszczyzny z nadmiernych naleciałości obcych języków, zwłaszcza francuskiego i łaciny. Sam Bardziński w "Przedmowie do Czytelnika" Odrodzonej Farsalii napisał, że tym tłumaczeniem chciał m.in. wykazać, iż słownictwo polskie jest wystarczająco bogate by umożliwić bezpośredni przekład wyrafinowanego tekstu łacińskiego. Jakość przekładów Bardzińskiego została wysoko oceniona na tle współczesnych lub nawet nieco późniejszych (Chrościński, Wielopolski) przez A. Siwka i L. Rogalskiego.
Dorobek Bardzińskiego został wykorzystany przez Samuela Lindego przy redakcji Słownika, w którym znalazło się ponad sto odniesień do jego tłumaczeń Seneki, Lukiana i Boecjusza.

## Publikacje (linki zewnętrzne)
- Tragoedya o Podagrze, ktorą po graecku przed przyściem na swiat Pana Chrystusa napisał Lucyjanus poeta, na łaciński język od Erazma Smida Wittemberczyka wytłumaczona, a z tego na polski przez tego, którego imienia z następujących dorozumiesz się wierszów, przełożona, Kraków 1680.

- Profunda inscrutabilium ab aeterno Dei omnipotentis, circa electos et reprobos decretorum arcana, oppositis adversae sententiae, combinationibus elucidata. Kraków 1681[8].

- Odrodzona w oyczystym języku Farsalia Lukana, to jest woyna domowa rzymska z argumentami Sewera, Sulpicyusza y supplementami roznych ofiarowana (...) Władysławowi z Krzywonogi Łosiowi, woiewodzie pomorskiemu (...) od jednego przetłumaczona Polaka, którego imię następuiące wyrażaią wiersze, Oliwa 1691.

- Skuteczny ná wszelkie przygody nieszczęsliwe sposob, wszystkim w utrápięniu zostáiącym podány : to iest, Pociecha filozofiey, niegdy od Anicyußá Manliußá Torquatá Seweryná Boecyußá nápisáná, teraz przez W. X. Janá Alaná Bárdzinskiego, s. theologiey lektorá, przeorá łęczyckiego Zakonu kaznodźieyskiego, przetłumaczoná. Toruń 1694.

- Smutne starożytnośći teatrum : to iest Tragediae Seneki Rzymskiego na polski iezyk dla pospolitego przetłumaczone pozytku, Toruń 1696.

- Breve compendium Summae Angelicae continens resolutionem omnium quaestionum quae in Summa Thomae doctoris Angelici inveniuntur. Warszawa 1705[9].

- Ordo Ac Series Svmmorvm Pontificvm Romanorvm : A Sancto Petro ad Clementem XI. Sibi legitime succedentium (...): Omnia in Metrum ad usum Legentium summatim reducta. Kraków 1707[10].

- Wiadomość o nieustalonych tekstach Juwenalisa i Klaudiana, których przekłady w rękopisach przechowywano do 1807 roku w warszawskim klasztorze dominikanów przekazał Rychter[11][12]; o swoim tłumaczeniu Klaudiana wspomina sam autor w przedmowie do Smutnego starożytnośći teatrum.  Przypuszczenia co do tematyki wybranych przez Bardzińskiego utworów tych poetów przedstawia Rusnak[4].

- Wątpliwa jest informacja o publikacji zatytułowanej Dyalog o Niemcach (1696)[13] – tematyce spoza znanego obszaru zainteresowań Bardzińskiego.